# (80984) Santomurakami
(80984) Santomurakami est un astéroïde de la ceinture principale.

## Description
(80984) Santomurakami est un astéroïde de la ceinture principale. Il fut découvert le 6 mars 2000 à Kuma Kogen par Akimasa Nakamura. Il présente une orbite caractérisée par un demi-grand axe de 2,39 UA, une excentricité de 0,14 et une inclinaison de 7,1° par rapport à l'écliptique.

## Compléments